# 2022年俄亥俄州州務卿選舉
2022年俄亥俄州州務卿選舉將於2022年11月8 日舉行，以選舉俄亥俄州州務卿。現任共和黨州務卿弗蘭克·拉羅斯競選連任。